# De Gans (beeld)

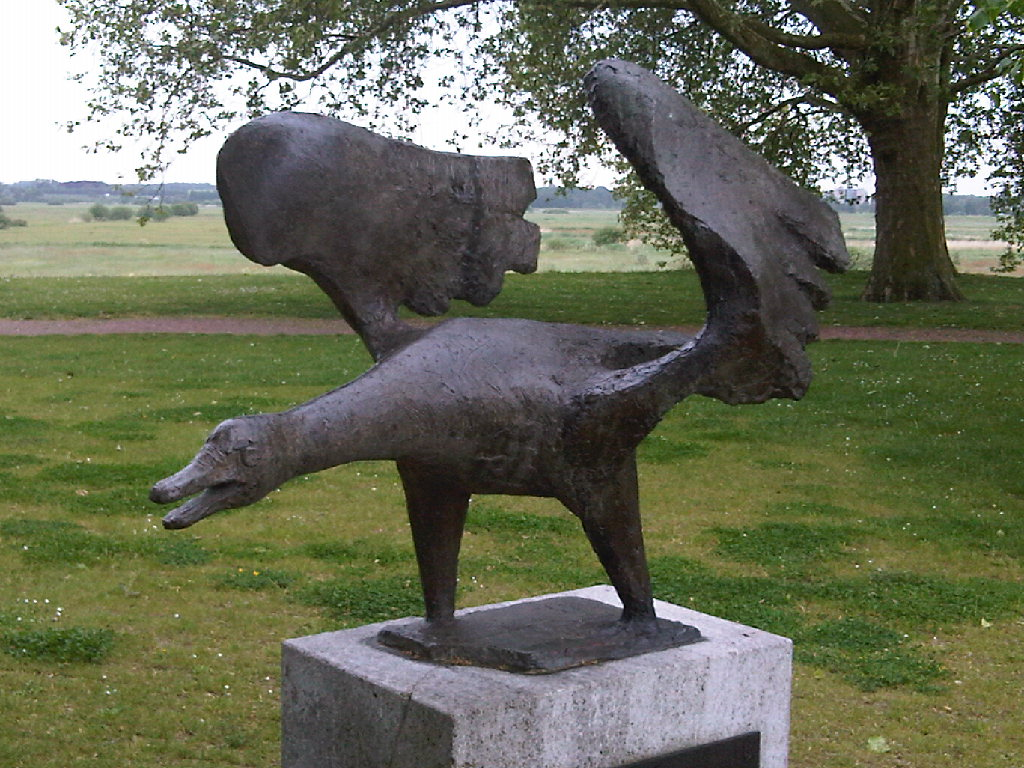
De Gans.

De Gans is een standbeeld van brons op een tufstenen sokkel op het Bastion Oranje in de binnenstad van 's-Hertogenbosch.
Het beeld is in 1967 door de garnizoenen in 's-Hertogenbosch geschonken, vanwege het feit dat 's-Hertogenbosch vanaf 1567 een garnizoensstad is. Het beeld werd uiteindelijk pas in 1970 geplaatst.
De gans is gemaakt van brons door Louis Visser en staat in een verdedigende houding met gespreide vleugels. De snavel van de gans is geopend. De gans is hiermee het symbool van "waakzaamheid", verwijzend naar de verschillende garnizoenen in de stad.